# Tanjung Menang (Buay Pemaca)
Tanjung Menang is een bestuurslaag in het regentschap Ogan Komering Ulu Selatan van de provincie Zuid-Sumatra, Indonesië. Tanjung Menang telt 647 inwoners (volkstelling 2010).